# Tennistoernooi van New Haven

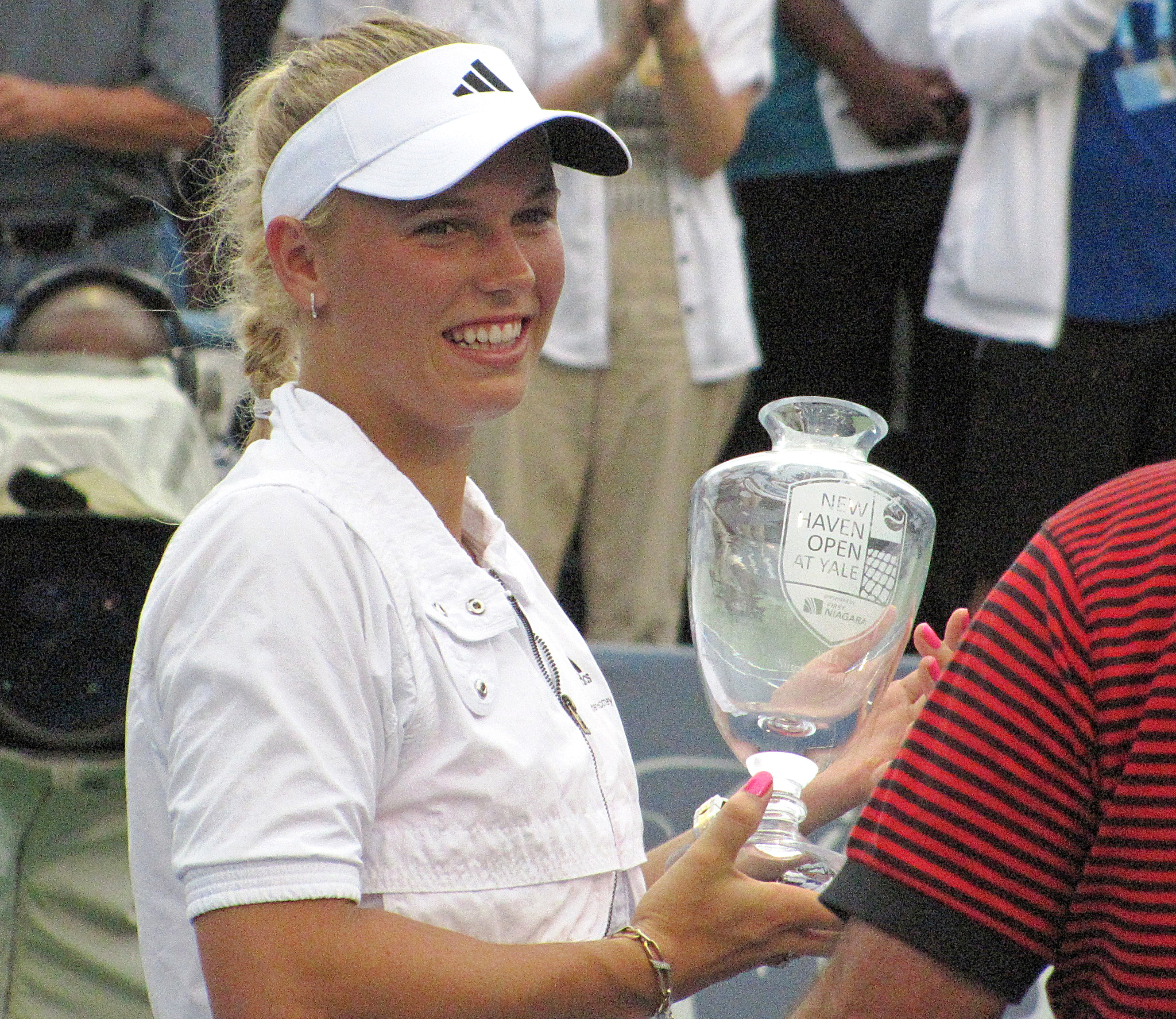
Caroline Wozniacki, viervoudig winnares (2008–2011)

Het tennistoernooi van New Haven was een jaarlijks terugkerend toernooi dat werd gespeeld op de hardcourtbanen van het Cullman-Heyman tenniscenter, gelegen op het terrein van de Yale-universiteit in de Amerikaanse stad New Haven. De officiële naam van het toernooi was van 2014–2018 Connecticut Open – tot en met 2010 werd de naam Pilot Pen gehanteerd; in 2011–2013 heette het New Haven Open at Yale. In 2019 was de officiële naam Oracle Challenger Series.
Terwijl het merendeel van de internationale tennistoernooien begint op een maandag en eindigt op een zondag, werd sinds 1999 op het toernooi van New Haven een speelweek van zondag tot en met zaterdag aangehouden, opdat ook de finalisten een dag vrij zouden hebben voor het US Open begint. In 2019 werd het toernooi echter tijdens de tweede speelweek van het US Open georganiseerd. Na 2019 werd het niet voortgezet.
Het toernooi bestond uit twee delen, met een gedeeltelijke overlapping qua jaargangen:
- WTA-toernooi van New Haven, het toernooi voor de vrouwen, van 1998 tot en met 2019
- ATP-toernooi van New Haven, het toernooi voor de mannen, in de perioden 1990–1998 en 2005–2010

ATP-toernooi van New Haven – WTA-toernooi van New Haven

1990 · 1991 · 1992 · 1993 · 1994 · 1995 · 1996 · 1997 · 1998 · 1999 · 2000 · 2001 · 2002 · 2003 · 2004 · 2005 · 2006 · 2007 · 2008 · 2009 · 2010 · 2011 · 2012 · 2013 · 2014 · 2015 · 2016 · 2017 · 2018 · 2019